# 国家统计研究所 (西班牙)
国家统计研究所（西班牙語：Instituto Nacional de Estadística，简称INE）是西班牙的国家统计机构，主要负责国家经济、社会和人口数据的统计工作，包括衡量经济发展指标和人口普查等方面。它隶属于西班牙经济部，是具有法人资格的自治机构。
国家统计研究所每10年进行一次全国人口普查。上一次的普查发生在2011年。

## 历史
西班牙王国统计委员会是国家统计研究所的前身，也是西班牙最古老的统计机构。它成立于伊莎贝拉二世女王统治时期的1856年11月3日，是由当时的西班牙首相纳尔瓦埃斯签署法令并正式生效的。
1861年5月1日，它被更名为通用统计委员会，其首要工作是进行人口普查。之后，它又经历了多次合并和重组。
现在的国家统计研究所正式成立于1945年12月31日，相关公文发布在1946年1月3日的《马德里公报》上。其主要任务是对已有的数据进行进一步汇总和完善，新数据的统计，以及与各省份和市镇地方统计局间的相互协调。1989年，它成为自治机构。

## 组织架构
（更新时间：2019年1月；黑体代表属于董事会）
国家统计研究所主席（高等统计理事会 | 部际统计委员会 | 区际统计委员会）
- 统计协调和劳工与价格统计总局
  - 价格与家庭预算统计总分局
  - 劳动力市场统计总分局
  - 传播统计总分局
  - 省代表团培训和协调部门
  - 市政登记部门
- 统计运行总局
  - 社会人口数据统计总分局
  - 旅游业与科技产业数据统计总分局
  - 工业与服务业数据统计总分局
  - 社会部门数据统计总分局
  - 自然环境、农业和金融业数据统计总分局
- 统计结果抽样监测总局
  - 信息和通信技术总分局
  - 数据收集总分局
- 统计方法与统计结果研发总局
- 国民经济核算局
- 總書記处
- 主席办公室（国内与国外事务）
- 选民名册办公室
- 省代表团

1989年5月9日公布的第12/1989号法律确定了直属于主席和经济部的3个公共代表小组及其职能：
| 中文译名       | 西文名称                                 | 所属条款 | 职能                                           | 性质         |
| -------------- | ---------------------------------------- | -------- | ---------------------------------------------- | ------------ |
| 高等统计理事会 | Consejo Superior de Estadística          | 第37条   | 为数据生产者、提供者和需求者提供相应的统计服务 | 服务机构     |
| 部际统计委员会 | Comisión Interministerial de Estadística | 第36条   | 与国家行政部门间进行协调与合作                 | 参与机构     |
| 区际统计委员会 | Comité Interterritorial de Estadística   | 第42条   | 与自治区地方统计局协调统计事务                 | 常设合议机构 |

## 总部
国家统计研究所的总部位于首都马德里卡斯蒂利亚大道183号。它建成于1973年，并在2006年至2008年间经过重新装修。新的大楼占地近0.5公顷，总耗资2200万欧元。大楼的整个立面覆盖有太阳能电池板，是生态建筑的一个样例。
新建筑中最引人注目的部分是色彩缤纷的面板。事实上，每种颜色表示一个数字：1-红色，2-橙色，3-浅绿色，4-粉红色，5-黄色，6-绿色，7-紫色，8-藍色，9-天蓝色，0-栗色。从左至右，从上至下，一共有58组颜色，分别代表了58个最具代表性的统计数据。例如，001号表示西班牙国土面积504,645平方公里。同时，这些颜色还代表不同的音符，这些音符可以连成一首歌曲。

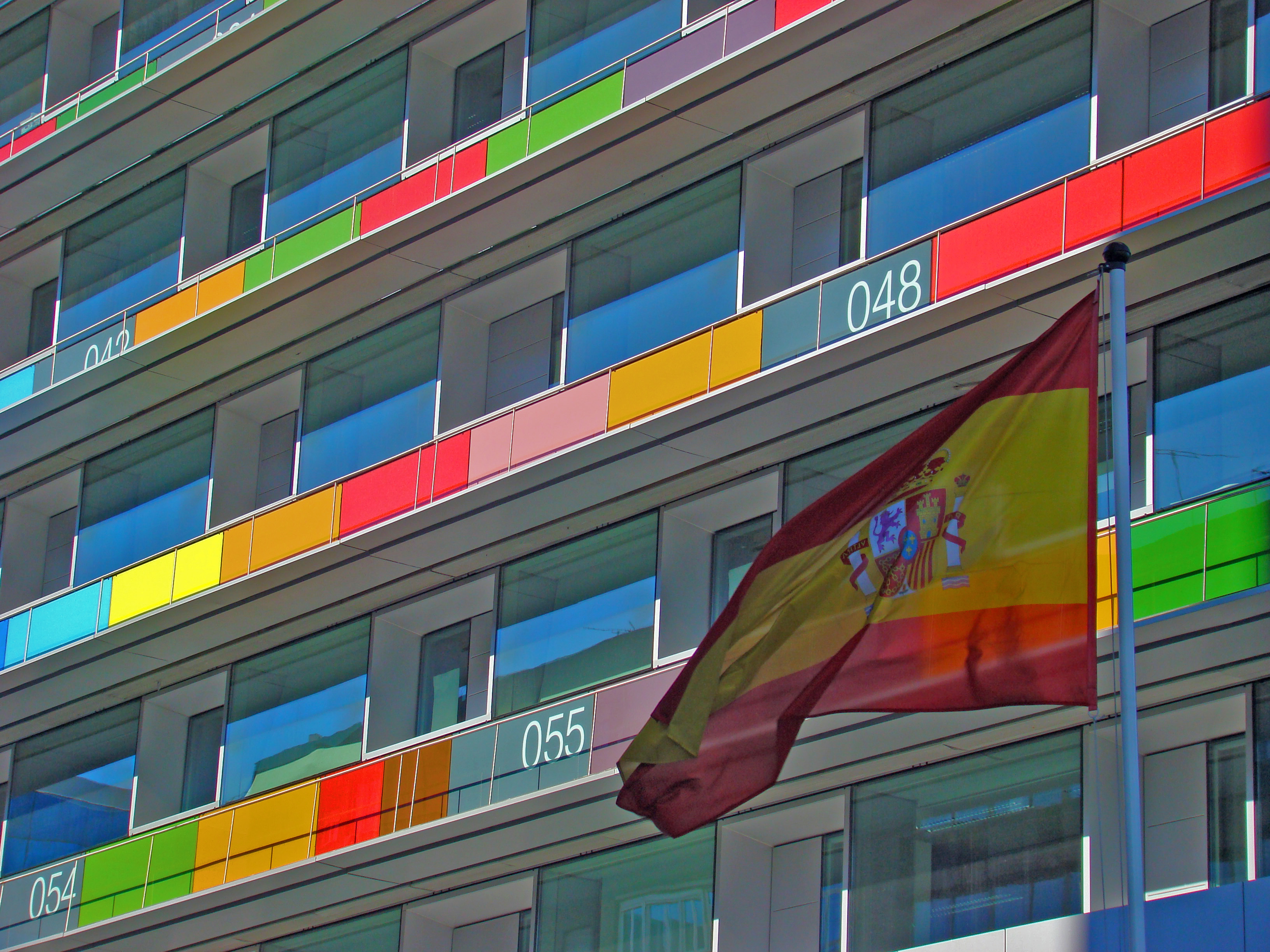
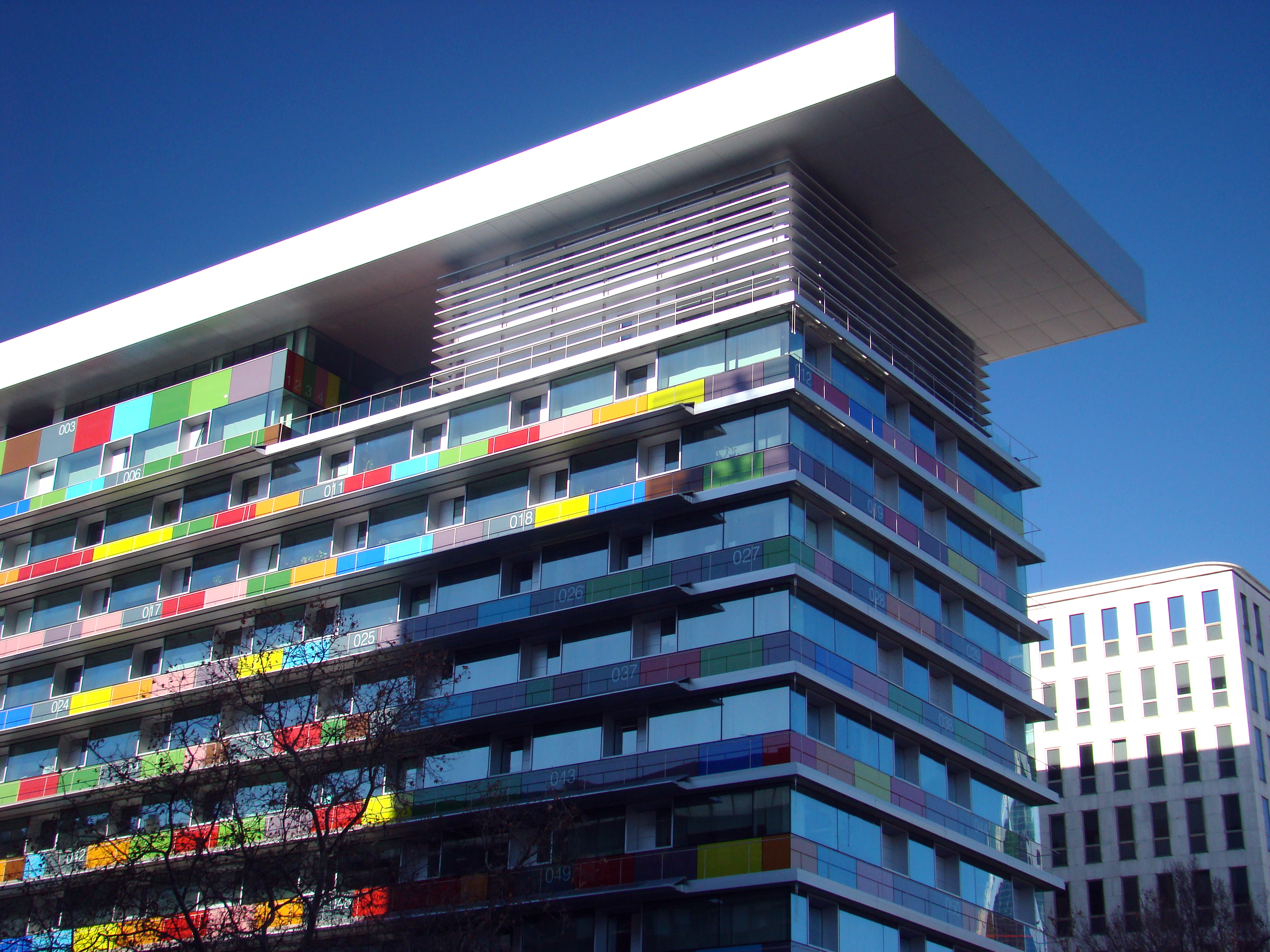
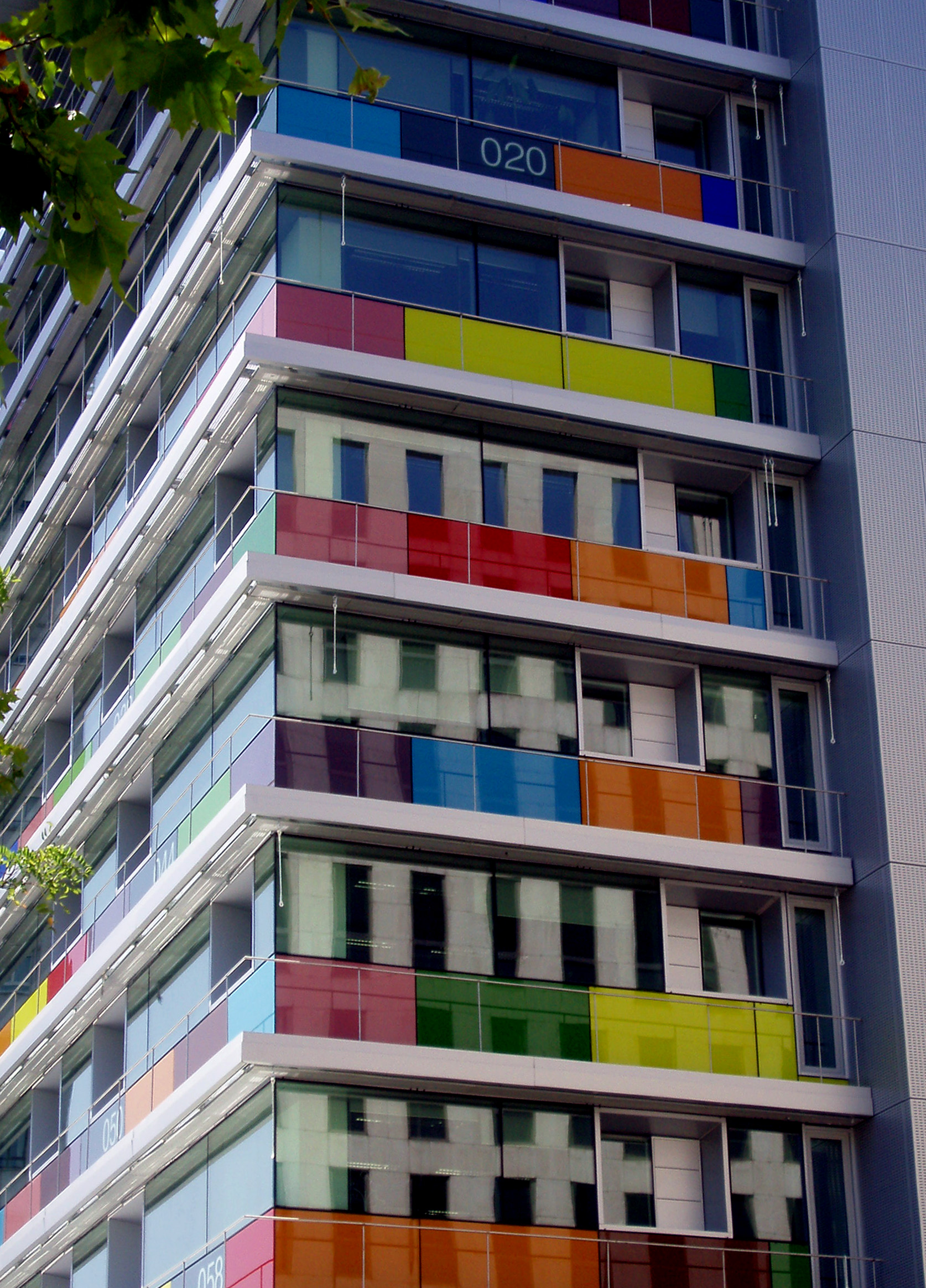
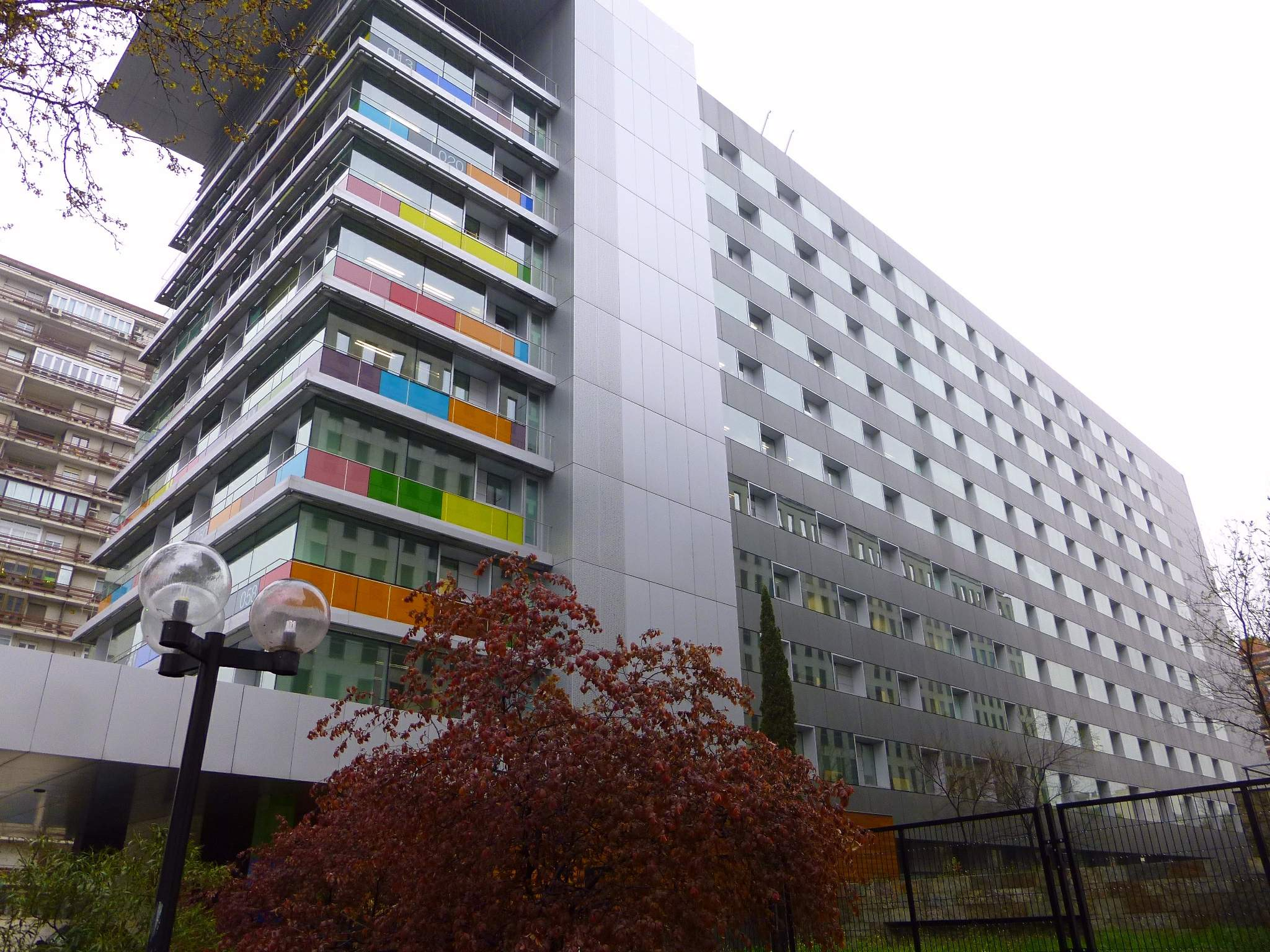
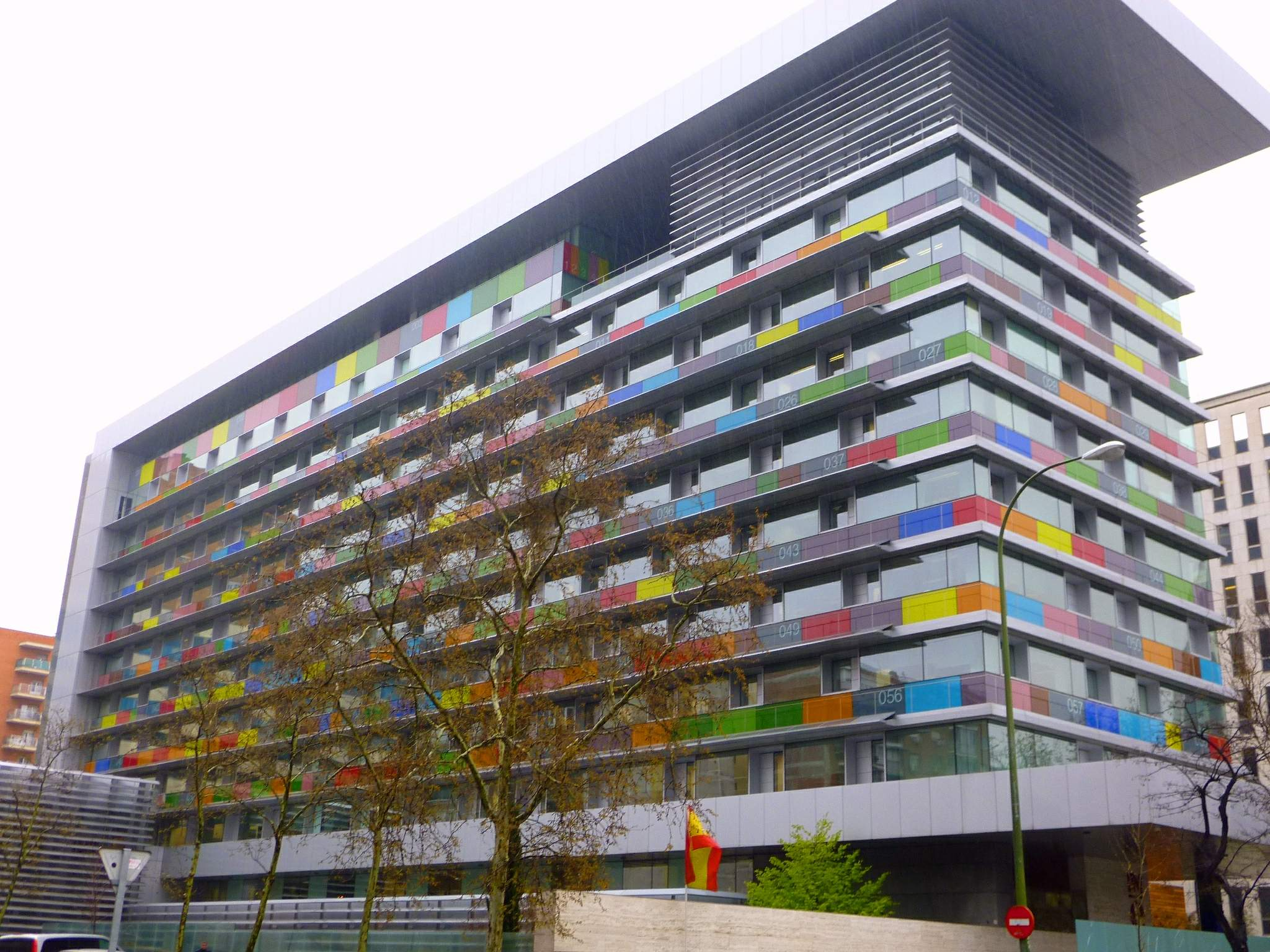